# Рудне области у Наису
Рудне области у Наису  биле су важан сегмент економске структуре Римског царства, у римској провинцији Горњој Мезији (Moesia Superior), која је већ у 1. веку н. е. организована на тлу централног Балкана, у сливу Мораве  на подручју данашње Србије, што је због богатог рудно залеђа утицало на формирање занатских радионица у Наису.
У античком Нишу сливали су се главни путеви који су водили од западног до источног дела Римског царства. Стога је у 3. веку град постао не само значајан трговачки центар и велики произвођач сребра и оружја, са рудницима у свом залеђу.

## Предуслови
Области централног Балкана, иако укључене у оквире Римског царства још од почетка нове ере, романизоване су веома споро. Ти процеси се убрзавају тек током 3. и 4. века, када започиње значајнија експлоатација рудника. Ове околности су успориле процес урбанизације. За разлику од других провинција Царства, ту су градска насеља била веома ретка све до краја антике.
Имајући у виду стање на прелазу из 4. у 5. век  Прокопије,  је означио Наис као центар једне од осам области које је Јустинијан обновио у Средоземној Дакији. Тада је већ свакако постојала и радионица (fabrica)  за производњу војне опреме, одакле су се оружјем и војним техником снабдевале  јединице распоређене дуж границе на Дунаву. А за ту производњу била је потребна и руда, која је вађена из рудника у околини Наиса.
Колики је значај имало рударство за економију Наиса и пре свега читавог Царства говори став историчара економије и рударства да би у случају онемогућеног редовног прилива метала, постојала опасност да ковање новца и привреда западну у велику кризу.
Од балканских провинција рудним залихама најбогатија је била Горња Мезија која је по многима називана и провинцијом рударства.  Међу горњомезијским рудницима најзначајнији су дардански, у долинама Ибра, Топлице, Биначке Мораве, Моравице, Јужне Мораве и око изворишта Тимока. У овим рудницима копало се злато сребро, олово, бакар и гвожђе.
Потреба за обрадом руда условила је оснивање радионичких и занатских центара у којима су
настајали бројни уметнички производи.
Иако се Наис налазио у провинцији Средоземној Дакији, богати рудници у ремезијанском агеру чија се територија протезала на западну Тракију, утицали су да град више гравитира ка свом богатом рудном залеђу (Тракији). Експлоатација и прерада руде у околини Наиса условила је да антички Наис постане развијени радионички и занатски центар за прераду богатих залиха скупоцене руде, на шта указују у околини Наиса пронађени бројни и разноврсни украсни предмети, углавном накит израђен од сребра или злата.

## Рудне области Наиса
Најзначајније рудне области које су гравитирале у античком периоду Наису (Naissus) биле су 
територија Равне код Књажевца и Беле Паланке.

### Равна код Књажевца
Равна код Књажевца (Timacum Minus) била је аугзилијарно утврђење и станица на путу између Ниша и Рацијарије (данас Арчар код Видина у Бугарској). Према материјалним доказима античка Равна није имала муниципални статус, већ је реч о насељу чија је главна функција била да контролише и води послове рудника. Поред тога што је била седиште тимочких рудника, у Равни се налазила и царинска станица, која је према  мишљењу историчара  С. Душанића...служила да унутар провинције раздвоји територију града од царског поседа.
У Кастелу Равна била је стационирана коњичка кохорта II Aurelia Dardanorum. 6 намењена за чување рудника и транспорт руде, од варвара који су могли угрозити безбедност рудника. Ове коњичке кохорте дуж рудничких путева постављане су још крајем I и почетком II века. Епиграфски подаци који потврђују распоред кохорти: наводе да су две кохорте Aurelia Dardanorum у јужном делу Горње Мезије (I Aurelia Dardanorum је била у Наису, док се II Aurelia Dardanorum налазила у Равни).
Послови око заштите и организације рудника биће искључиво у надлежности кохорти до друге половине II века када ће део рудничких послова прећи у надлежност градова најближих рудницима.

### Рамесијана (Бела Паланка)
Ремесијана је била рударски центар са градском аутономијом кроз који је пролазио пут  Naissus-Serdica. Статус града Ремесијана је добила у време Трајана.  У ремезијанском дистрикту поред сребра и олова посебно је потврђена и експлоатација гвожђа и злата.
Ремесијански агер је спадао у царске поседе, који су се на истоку  простирали све до границе Горње Мезије, док се територија рудника протезала и на простор Западне Тракије. Иамјући у виду да је централна власт у Риму настојала да што интензивније и брже романизује природно богата подручја ради лакше експлоатисала руде, био је то један од главних разлога због којих је и територија Ремезијане добила топоним Dalmates. Будући да је право на вађење руде изнајмљивано ситним закупцима, док је производње метала била у надлежности царске радионице, претпоставља се да су Далмати могли наћи посао у наиским радионицама у које се довозио метал из оближњих рударских окана.
Према подацима које пружа Прокопије  у ремесијанској области (chora Remesianensis), обновљено је око 30 кастела, што указује да је експлоатација руде у овој области настављена и у периоду позне антике.

## Епилог
Велика пустошења током прве половине 5. века окончала су живот античких градова, па и Наиса на подручју данашње Србије, док су краткотрајни покушај обнове у 6. веку уништиле инвазије Авара и Словена. Доласком Словена у Наис настао је потпуни дисконтинуитет у односу на античко наслеђе и празнина од више столећа, без трагова урбаног живота и рада рудника у његовом окружењу, све до образовања српске државе под династијом Немањића, када започиње процес поновног отварања рудника драгоцених метала и интензивирање трговине са градовима у Јадранском приморју. Напредак рудничке производње је пратио и нагли развој Наиса и тако утицао на структуру новог градског становништва. Први житељи насеобина око рудника су били Саси – рудари немачког порекла, који су у Србију стигли средином 13. века.